# Daniella Levine Cava
Daniella Levine Cava (Nueva York, 14 de septiembre de 1955) es una abogada, trabajadora social y política estadounidense que se ha desempeñado como alcaldesa de condado de Miami-Dade, Florida desde 2020. Anteriormente, se desempeñó como comisionada del condado Miami-Dade desde 2014 hasta su elección como alcaldesa.

## Primeros años y educación
Daniella Levine nació el 14 de septiembre de 1955 en Ciudad de Nueva York. Viajó por América Latina en su juventud. Más tarde asistió a la Universidad de Yale, donde se desempeñó como presidenta del Consejo de Estudiantes, y se graduó en 1977 con una Licenciatura en Artes en psicología. Más tarde asistió a la Universidad de Columbia, recibiendo un Doctorado en Derecho en 1981 y una Maestría en Trabajo Social en 1983. Se mudó a Miami en 1980 con su esposo, Robert Cava.

## Carrera legal
A su llegada a Miami en 1980, Levine Cava se convirtió en abogada de los Servicios Legales del Gran Miami, y luego se fue en 1985 después de convertirse en directora legal del programa Guardian Ad Litem, un programa legal de bienestar infantil. Durante su tiempo como abogada, se desempeñó en el Comité de Abogados de Florida sobre las Necesidades Legales de los Niños. En 1992, después del huracán Andrew, fue nombrada gerente de programa del condado de Miami-Dade para el Departamento de Niños y Familias de Florida, ocupando el puesto hasta 1994. Al año siguiente, fundó un programa de extensión para jóvenes con Barry University.
En 1996, Levine Cava fundó la Coalición de Servicios Humanos, luego rebautizada como Catalyst Miami, que, a través de asociaciones con  United Way y empresas locales, ayuda a familias de bajos ingresos con asesoramiento monetario. En Catalyst Miami, lanzó la Campaña de Prosperidad que ayuda a las personas a aumentar sus ingresos y ahorros, lo que permite a las familias construir seguridad financiera. Se desempeñó como presidenta y directora ejecutiva de Catalyst Miami hasta 2013.

## Carrera Política

### Comisionada de Miami-Dade
En 2013, Levine Cava, un  Demócrata, se postuló contra la comisionada titular del Distrito 8 del Condado de Miami-Dade Lynda Bell, un Conservadurismo en los Estados Unidos. El distrito incluye gran parte del sur del condado de Miami-Dade, incluidas suburbanas localidades como  West Kendall y  Cutler Bay, y comunidades agrícolas como  Homestead y Redland. Levine Cava ingresó a la carrera en 2014, tomando el apellido de su esposo en un distrito donde más del 40 % de la población del distrito es hispana.
En 2016, Levine Cava patrocinó una legislación en la Comisión del Condado de Miami-Dade que requiere que los candidatos locales para cargos públicos se registren cuando recaudan fondos para  comités de acción política. Levine Cava ganó la reelección en 2018, recibiendo más del 61 % de los votos.
Durante su mandato, Levine Cava ha abogado por la protección del medio ambiente. En 2017, patrocinó la resolución para apoyar el  Acuerdo climático de París. En respuesta a la presencia de bacterias fecales en Biscayne Bay a principios de 2020, también patrocinó una legislación para mejorar las pruebas de agua en el área.
En 2018, Levine Cava creó una iniciativa para proteger a los peatones y ciclistas de los peligros. La iniciativa incluía un plan para interactuar con la comunidad empresarial a fin de crear incentivos que pudieran capacitar a las personas para que fueran mejores conductores y una agenda para mejorar la accesibilidad de la bicicleta en las carreteras.
En noviembre de 2019, Levine Cava publicó una carta en el Miami Herald criticando a la  Legislatura del estado de Florida por desviar fondos para viviendas asequibles. Esto desvió casi $ 1.4 mil millones para equilibrar el presupuesto estatal.
Levine Cava obtuvo el respaldo de sindicatos como el Service Employees International Union y el AFL – CIO, y grupos ambientales como Sierra Club.

### Elección de Alcalde de 2020
A principios de 2020, Levine Cava anunció su candidatura a las elecciones de alcalde del condado de Miami-Dade de 2020, para suceder al alcalde titular  Carlos Giménez, que tiene un mandato limitado. Obtuvo el respaldo de muchas organizaciones y periódicos importantes, incluido el Miami Herald, y recibió el respaldo de muchos demócratas prominentes, incluidas las congresistas Debbie Mucarsel-Powell y Donna Shalala. Levine Cava también ha recibido una importante financiación de Donald Sussman, un hedge fund ejecutivo que fue el mayor donante individual de Hillary Clinton en las elecciones presidenciales de Estados Unidos de 2016
En las primarias del 18 de agosto, Levine Cava quedó en segundo lugar detrás del comisionado Esteban Bovo, recibiendo un 28% frente al 29 % de Bovo, y el exalcalde del condado Alex Penelas quedó en tercer lugar con un 24 %. Dado que ni Levine Cava ni Bovo recibieron más del 50 % de los votos, esto provocó una elección de segunda vuelta entre los dos candidatos, que se celebró el 3 de noviembre de 2020..

## Vida personal
Levine Cava está casada con el Dr. Robert Cava, un médico de Miami-Dade de ascendencia italiana. Tienen dos hijos, Eliza y Edward.

## Premios
Por su trabajo sin fines de lucro, Levine Cava ha recibido numerosos premios. En particular, recibió el Premio a la pionera más distinguida de la Alianza Nacional para la crianza de los ancianos y la juventud. También recibió el premio Joanne Hayes Democracy and Mentoring Award de la League of Women Voters.